# 阿蘇市
阿蘇市（日语：／ Aso shi */?）為位於日本熊本縣東北部阿蘇地區中央的城市，市區位於阿蘇火山所形成的破火山口盆地的北部。

## 人口
| 阿蘇市人口分布圖 |                                               |  |
| 阿蘇市與日本全國年齡別人口分布比較圖 （2005年資料） | 阿蘇市的年齡、男女別人口分布圖 （2005年資料） |  |
| ■紫色是阿蘇市 ■綠色是全国 | ■藍色是男性 ■紅色是女性                       |  |
| 阿蘇市人口變化 \| 1970年 \| 35,878人 \| \| \| 1975年 \| 34,607人 \| \| \| 1980年 \| 34,004人 \| \| \| 1985年 \| 33,504人 \| \| \| 1990年 \| 33,018人 \| \| \| 1995年 \| 31,364人 \| \| \| 2000年 \| 30,457人 \| \| \| 2005年 \| 29,636人 \| \| \| 2010年 \| 28,444人 \| \| \| 2015年 \| 27,018人 \| \| \| 2020年 \| 24,930人 \| \| |                                               |  |
| 資料來源：日本總務省統計中心提供之人口普查數據 |                                               |  |
| 1970年 | 35,878人                                      |  |
| 1975年 | 34,607人                                      |  |
| 1980年 | 34,004人                                      |  |
| 1985年 | 33,504人                                      |  |
| 1990年 | 33,018人                                      |  |
| 1995年 | 31,364人                                      |  |
| 2000年 | 30,457人                                      |  |
| 2005年 | 29,636人                                      |  |
| 2010年 | 28,444人                                      |  |
| 2015年 | 27,018人                                      |  |
| 2020年 | 24,930人                                      |  |

## 歷史

### 年表
- 1889年4月1日：實施町村制，現在的轄區在當時分屬：阿蘇郡內牧村、黑川村、永水村、尾石村、山田村、宮地村、古城村、中通村、坂梨村、波野村。
- 1901年1月1日：宮地村改制為宮地町。
- 1906年4月1日：內牧村改制為內牧町。
- 1954年4月1日：
  - 內牧町、黑川村、永水村、尾石村、山田村合併為阿蘇町。
  - 宮地町、古城村、中通村、坂梨村合併為一之宮町。
- 2005年2月11日：阿蘇町、一之宮町、波野村合併為阿蘇市。

### 變遷表
| 1889年以前                                                     | 1889年4月1日 | 1889年 -1944年      | 1945年 - 1954年       | 1955年 - 1988年       | 1999年 - 現在        | 現在                 |
| -------------------------------------------------------------- | ------------ | ------------------- | --------------------- | --------------------- | -------------------- | -------------------- |
|                                                                | 宮地村       | 1901年1月1日 宮地町 | 1954年4月1日 一之宮町 | 1954年4月1日 一之宮町 | 2005年2月11日 阿蘇市 | 2005年2月11日 阿蘇市 |
|                                                                | 中通村       |                     | 1954年4月1日 一之宮町 | 1954年4月1日 一之宮町 | 2005年2月11日 阿蘇市 | 2005年2月11日 阿蘇市 |
|                                                                | 古城村       |                     | 1954年4月1日 一之宮町 | 1954年4月1日 一之宮町 | 2005年2月11日 阿蘇市 | 2005年2月11日 阿蘇市 |
|                                                                | 坂梨村       |                     | 1954年4月1日 一之宮町 | 1954年4月1日 一之宮町 | 2005年2月11日 阿蘇市 | 2005年2月11日 阿蘇市 |
|                                                                | 內牧村       | 1896年4月1日 阿蘇町 | 1954年4月1日 阿蘇町   | 1954年4月1日 阿蘇町   | 2005年2月11日 阿蘇市 | 2005年2月11日 阿蘇市 |
|                                                                | 山田村       |                     | 1954年4月1日 阿蘇町   | 1954年4月1日 阿蘇町   | 2005年2月11日 阿蘇市 | 2005年2月11日 阿蘇市 |
|                                                                | 尾石村       |                     | 1954年4月1日 阿蘇町   | 1954年4月1日 阿蘇町   | 2005年2月11日 阿蘇市 | 2005年2月11日 阿蘇市 |
|                                                                | 黑川村       |                     | 1954年4月1日 阿蘇町   | 1954年4月1日 阿蘇町   | 2005年2月11日 阿蘇市 | 2005年2月11日 阿蘇市 |
|                                                                | 永水村       |                     | 1954年4月1日 阿蘇町   | 1954年4月1日 阿蘇町   | 2005年2月11日 阿蘇市 | 2005年2月11日 阿蘇市 |
| 波野村、小園村、小地野村、 赤仁田村、瀧水村、中江村、 新波野村 | 波野村       | 波野村              | 波野村                | 波野村                | 2005年2月11日 阿蘇市 | 2005年2月11日 阿蘇市 |

## 交通

### 鐵路
- 九州旅客鐵道
  - 豐肥本線：赤水車站 - 市之川車站 - 內牧車站 - 阿蘇車站 - 休憩之村車站 - 宮地車站 - 波野車站 - 瀧水車站

|  |  |

## 觀光景點

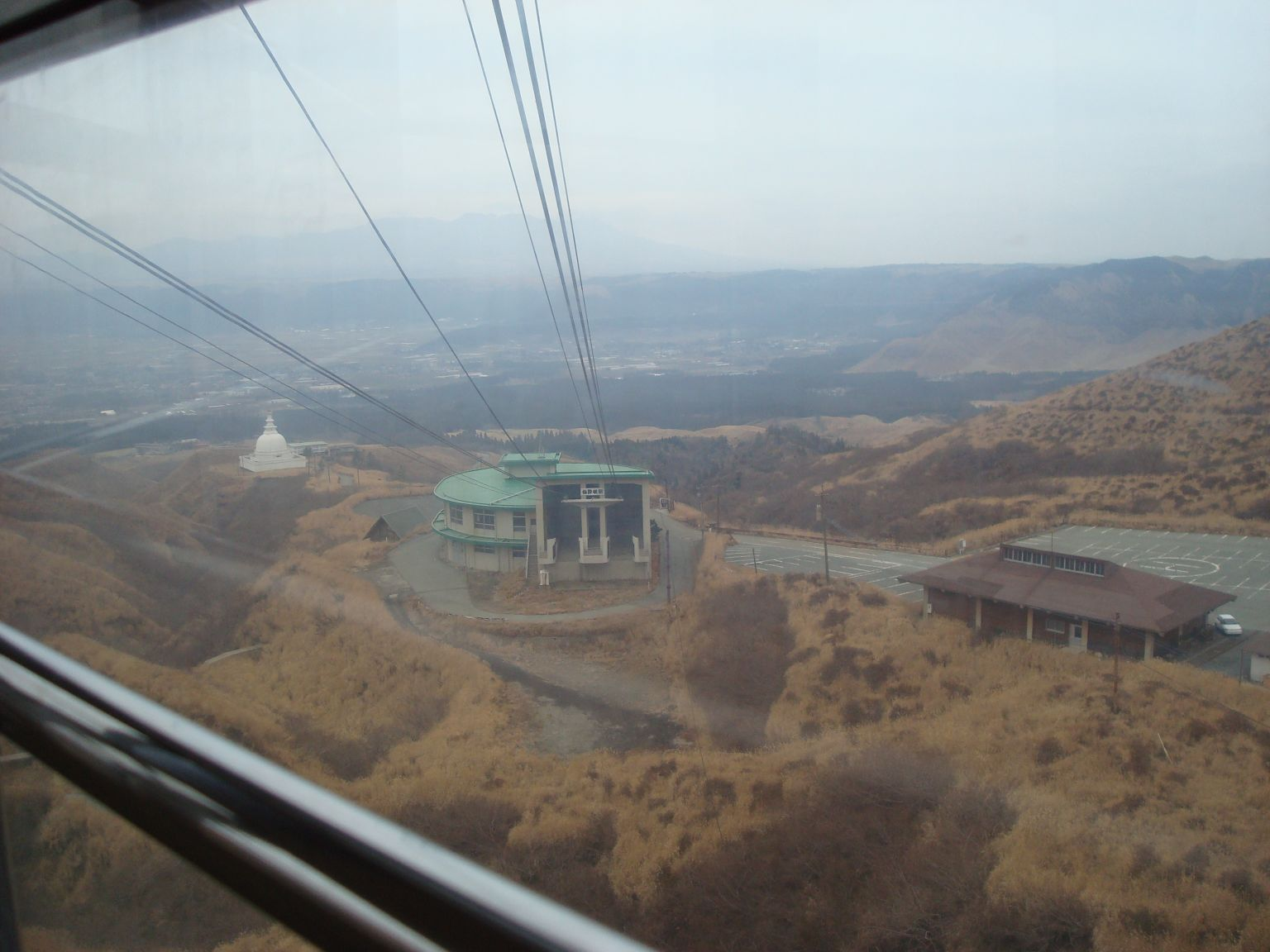
從仙醉峽纜車上看到的仙醉峽站

觀光
- 阿蘇山
- 阿蘇神社
- Cuddly熊牧場
- 阿蘇內牧溫泉
- 阿蘇赤水溫泉
- 仙醉峽

## 教育
高等學校
- 熊本縣立阿蘇中央高等學校（日语：熊本県立阿蘇中央高等学校）

## 本地出身之名人
- 松岡利勝：政治家
- 藏原惟郭：政治家、教育家
- 藏原伸二郎：詩人、作家
- 竹原ひろみ：模仿藝人
- 高木建太：職業足球選手
- 佐田之海鴻嗣：前大相撲力士
- 藤井日達：日本山妙法寺大僧伽的創辦者

和阿蘇市有關之名人
- 野原美冴：漫畫『蠟筆小新』中登場的一個虛構角色。漫畫中設定為出身自熊本縣阿蘇市，但實際上的阿蘇市是在2005年經市町村合併後成立，在漫畫設定此資料時，實際上的阿蘇市並不存在。

## 外部連結
- （日語） 阿蘇市觀光協會 （页面存档备份，存于）
- （日語） 阿蘇地區觀光推進協議會 （页面存档备份，存于）
- （日語） 阿蘇風景攝影館 （页面存档备份，存于）
- （日語） 阿蘇火山博物館
- （日語） 一之宮町商工會
- （日語） 阿蘇町商工會
- （日語） 波野村商工會
- （日語） 阿蘇農業協同組合 （页面存档备份，存于）
- （日語） 阿蘇地區振興設計中心 （页面存档备份，存于）
- （日語） 財團法人阿蘇綠色資源 （页面存档备份，存于）
- （日語） 阿蘇溫泉觀光旅館協同組合 （页面存档备份，存于）